# Hyperolius schoutedeni
Hyperolius schoutedeni es una especie de anfibios de la familia Hyperoliidae.
Habita en República Democrática del Congo, posiblemente República Centroafricana, posiblemente República del Congo y posiblemente Sudán.
Su hábitat natural incluye sabanas secas, ríos, pantanos, marismas de agua dulce, corrientes intermitentes de agua dulce, nacientes, jardines rurales, zonas previamente boscosas ahora degradadas y estanques.